# Microparra capensis
La Jacana chica (Microparra capensis) es una especie de ave en la familia Jacanidae. Es un monotipo en el género Microparra.
Se la encuentra en Angola, Botsuana, Burkina Faso, Burundi, Camerún, República Centroafricana, Chad, República Democrática del Congo, Costa de Marfil, Etiopía, Kenia, Malawi, Mali, Mauritania, Mozambique, Namibia, Niger, Nigeria, Ruanda, Sierra Leona, Sudáfrica, Sudán, Suazilandia, Tanzania, Uganda, Zambia, y Zimbabue.